# Gesù Divino Lavoratore

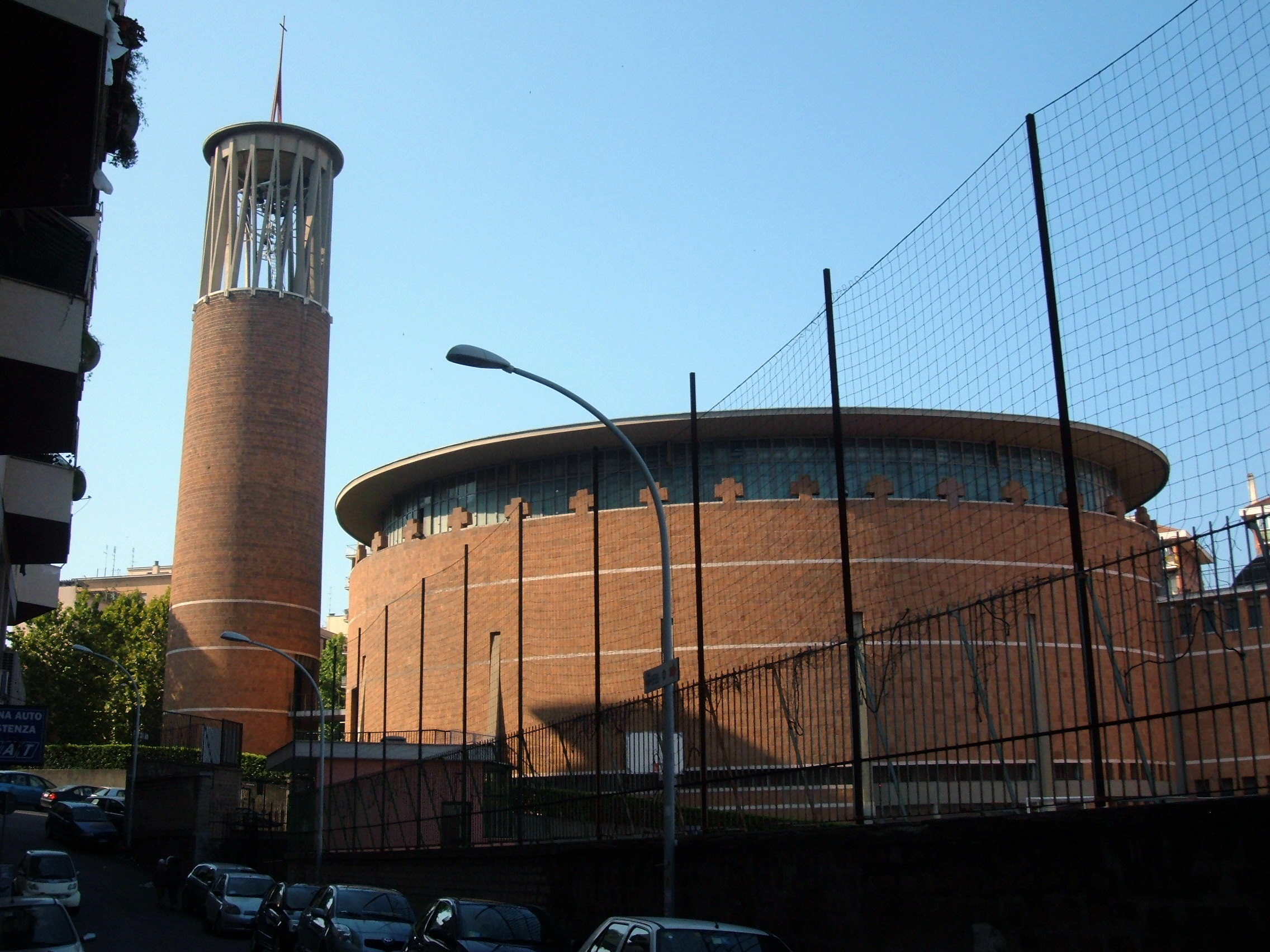
Vista da igreja e seu alto campanário.

Gesù Divino Lavoratore é uma igreja localizada na Via Oderisi da Gubbio, 16, no quartiere Portuense de Roma. É dedicada a Jesus Cristo sob o título de "Divino Trabalhador". O cardeal-presbítero protetor do título cardinalício de Jesus Divino Trabalhador é Christoph Schönborn, arcebispo emérito de Viena.

## História

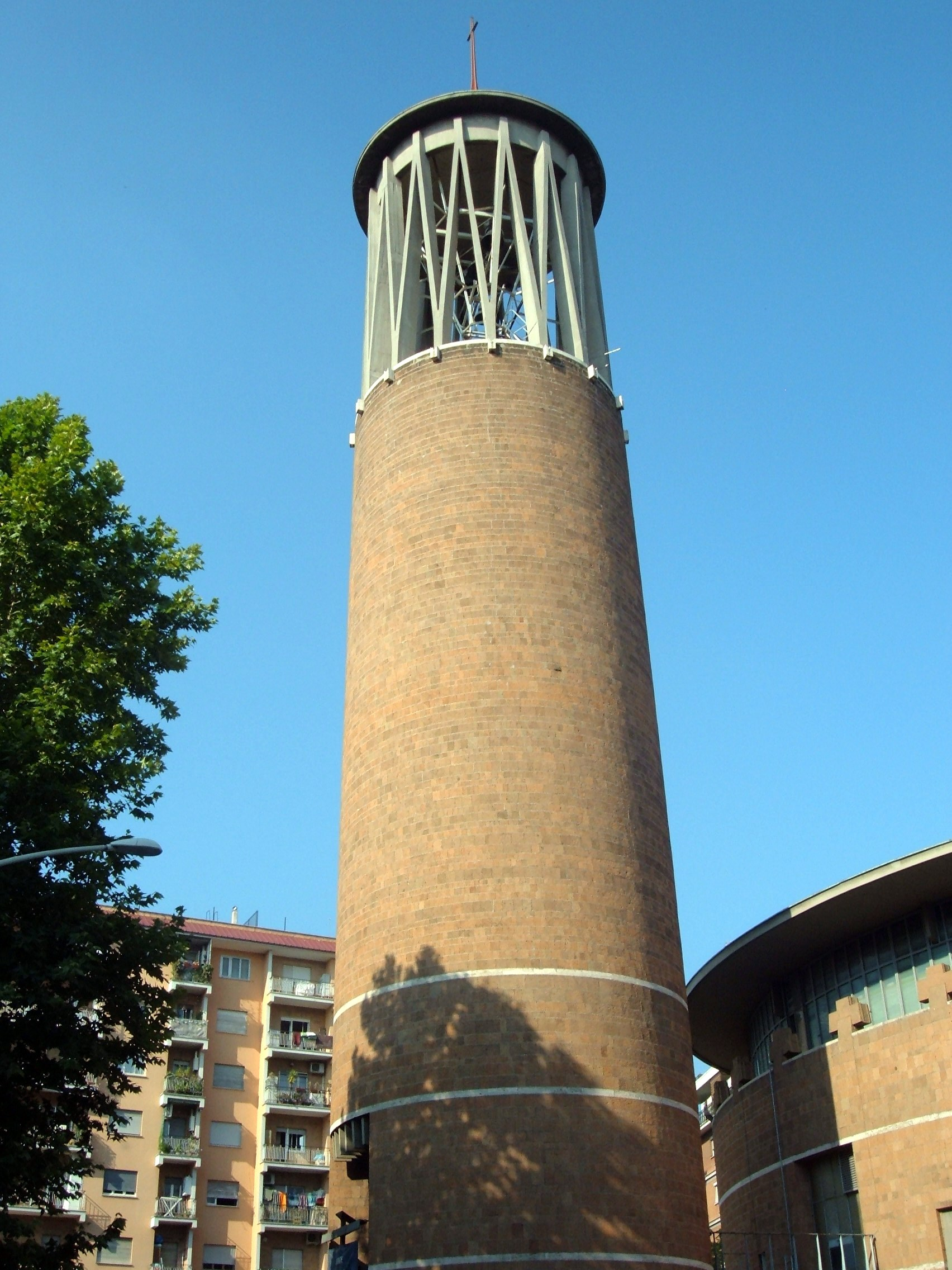
Vista do campanário.

Em 1 de outubro de 1954 foi criada a cúria pastoral "Prata Papi", dependente da paróquia de Sacra Famiglia fuori Porta Portese. Para o Natal do mesmo ano, a nova cúria recebeu um local de culto modesto constituído por um edifício pré-fabricado. Em 12 de março do ano seguinte, através do decreto "Paterna sollecitudine", foi instituída a nova paróquia de Gesù Divino Lavoratore, entregue aos cuidados do clero da Diocese de Roma.
A primeira pedra do edifício, projetado pelo arquiteto Raffaello Fagnoni, foi lançada em 24 de março de 1955; em 15 de março de 1960 a nova igreja foi consagrada pelo cardeal-vigário Clemente Micara. A dedicação a "Jesus Trabalhador" foi por vontade dos papas Pio XII e São João XXIII como símbolo da presença da Igreja Católica em meio às diversas novas fábricas que eram construídas na região na época. Em 1969, o papa Paulo VI a elevou a sede do título cardinalício de Jesus Divino Trabalhador.

## Descrição

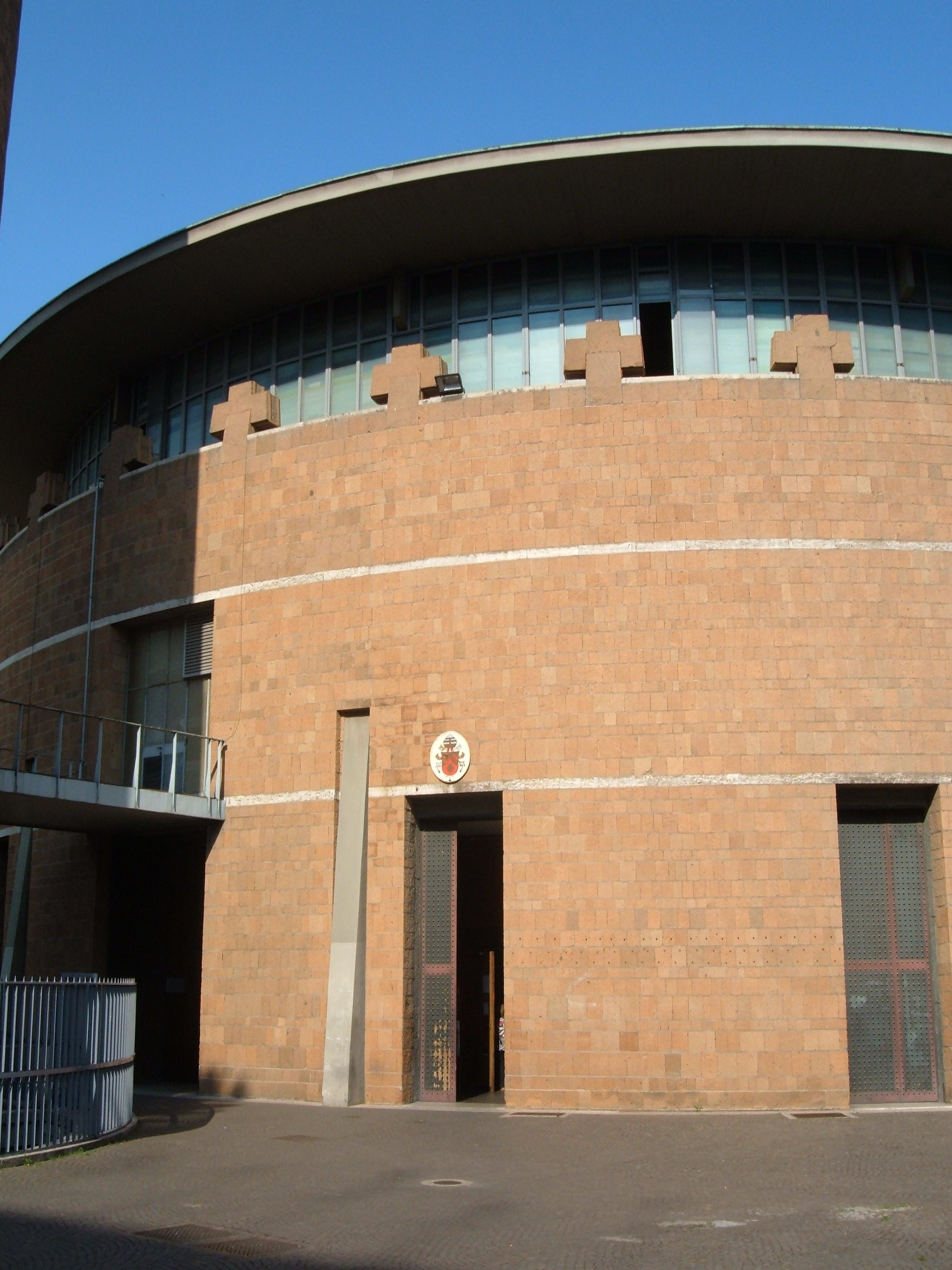
Detalhe da fachada.

Gesù Divino Lavoratore fica no trecho inicial da Via Oderisi da Gubbio, perto da Piazzale della Radio. A construção, precedida por um amplo parvis (o espaço consagrado que fica diante da fachada de uma igreja), tem uma planta ovóide (com a ponta na direção do altar) e se caracteriza externamente por suas paredes em blocos de tufo marcado por faixas de travertino e por seu alto campanário, de forma cilíndrica e que lembra muito um farol. Com cerca de 44 metros de altura, este campanário está posto no mesmo eixo do portal central, ligado à igreja logo atrás por uma passarela coberta formando uma espécie de propileu; a câmara onde estão os sinos é reforçada por faixas de concreto armado dispostas para formar triângulos. Dos lados do portal maior estão outros quatro portais retangulares. A grande janela que corre ao longo de todo o perímetro do salão principal na parte superior da parede externa é ornada por uma série de cruzes gregas também em tufo.
No interior, a igreja é constituída de um salão (a região que compreende as naves e os corredores) cujo teto apresenta uma "complexa trama de vigas primárias e secundárias" em concreto armado sustentada por quatorze pilares radiais, que delimitam o espaço das capelas laterais, revestidos em pedra. O presbitério está situado do lado oposto da entrada e é realçado por uma plataforma com pequenos degraus; atrás do altar-mor está um "Crucifixo Agonizante" sobre um fundo de tesselas coloridas. No matroneu dos lados do presbitério está um órgão de tubos Mascioni opus 839 construído entre 1963 e 1964.